# رافائيل أنطونيو غوتيريز
رافائيل أنطونيو غوتيريز (بالإسبانية: Rafael Antonio Gutiérrez)‏ (و. 1845 – 1921 م) هو سياسي من السلفادور .